# First Camp
First Camp är Skandinaviens största campingkedja, och bildades genom att First Camp under 2019 gick samman med campingkedjan Nordic Camping & Resorts. VD sedan 2018 är Johan Söör, tidigare VD för snabbtågsoperatören MTRX.
First Camp har över 70 stugbyar och campingplatser, varav 50 i Sverige. Sedan 2017 finns även First Camp i Danmark på ön Rømø och under vintern 2019/2020 förvärvades fyra nya destinationer på Fyn. 2021 förvärvades även Frigård i Danmark. I samband med expansionen i Danmark förvärvade man totalt cirka 2 500 campingtomter och närmare 150 stugor och därmed blev First Camp hela Skandinaviens största campingkedja. Hösten 2021 växte kedjan ytterligare när Svenska Campingpärlor med sina 9 destinationer en del av First Camp-familjen. Räknat i bäddkapacitet är First Camp därmed Sveriges åttonde största hotellkedja. Kedjan satsar mer och mer på företagsboende i stugor, och ser ökad efterfrågan på det. Under våren 2022 förvärvades kedjans två första norska destinationer.
Barnklubbskaraktären Yessi är en omtyckt ekorre och lyckodjur hos campingkedjan, som under sommaren finns att träffa på utvalda destinationer. First Camp bedriver även egen bistro på över 20 destinationer. Kedjan har även en medlemsklubb, First Camp Club, med två medlemsnivåer. First Camp Gold samt First Camp Member.
Kedjan är en av få inom campingbranschen som jobbar med dynamisk prissättning och var först ut på den svenska marknaden med en flexibel produkt som innebär att man som campinggäst har möjlighet att välja ett prisalternativ som gör det möjligt att avboka fram till dagen före ankomst. Kedjan var även först i branschen med en lågpriskalender. Företaget har cirka 100 anställda året runt och över 1 200 medarbetare inklusive säsongsanställda. Kedjan certifierades år 2009 enligt Green Key, Stiftelsen Håll Sverige Rents miljöklassificering för besöksnäringen.

## Bilder

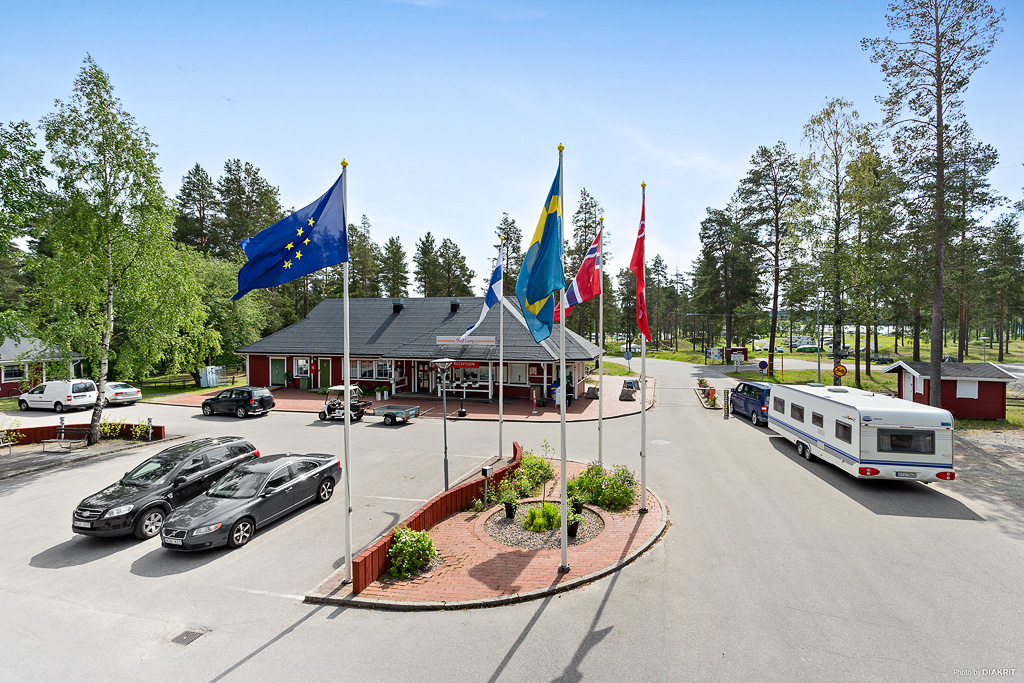
First Camps anläggning i Luleå
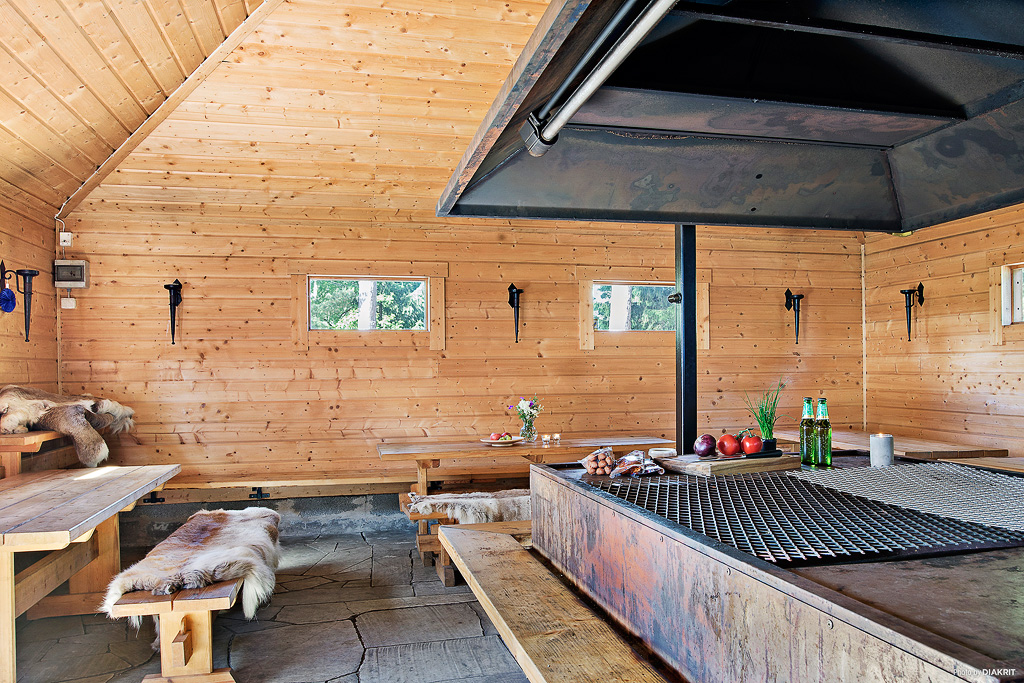
Del av First Camps anläggning i Kolmården
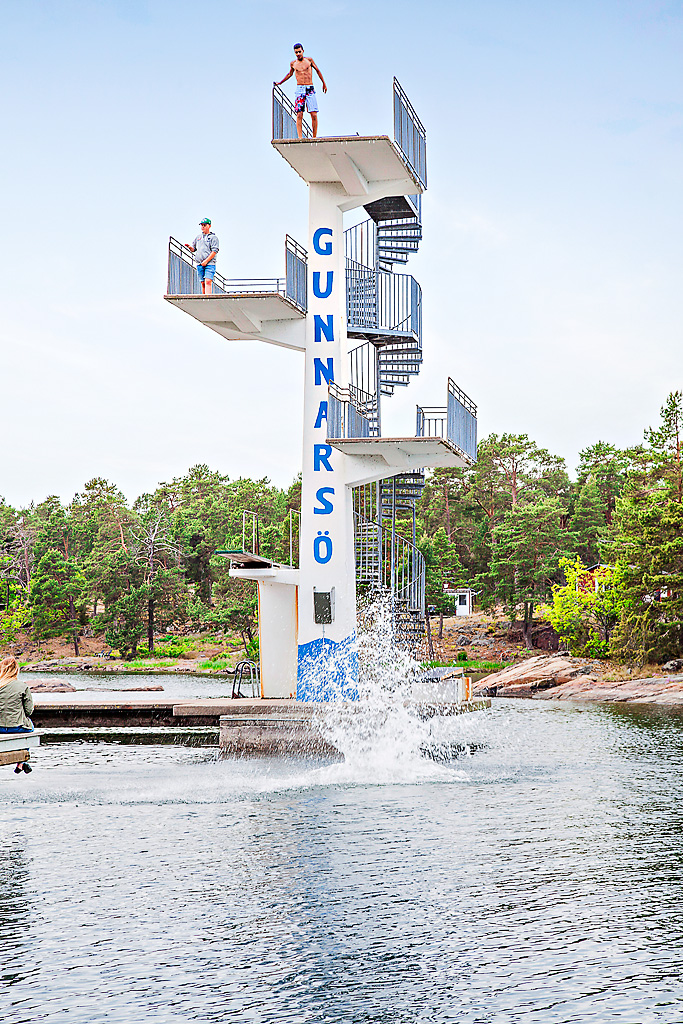
Hopptornet på First Camp Gunnarsö